# Sarntal
Sarntal (Italiaans: Sarentino) is een gemeente in de Italiaanse provincie Zuid-Tirol (regio Trentino-Zuid-Tirol) en telt 6671 inwoners (31-12-2004). De oppervlakte bedraagt 302,5 km², de bevolkingsdichtheid is 22 inwoners per km².

## Geografie
De gemeente ligt op ongeveer 900 m boven zeeniveau.
Sarntal grenst aan de volgende gemeenten: Hafling, Freienfeld, Franzensfeste, Jenesien, Klausen, Mölten, Ratschings, Ritten, Sankt Leonhard in Passeier, Schenna, Vahrn, Villanders, Vöran.
Sarntal is qua oppervlakte de grootste gemeente in Bozen-Zuid-Tirol.